# Kjahta
 Ovo je glavno značenje pojma Kjahta. Za druga značenja pogledajte Kjahta (razdvojba).
Kjahta (ruski: Кяхта, mongolski: Хиагт (Hiagt), kineski: 恰克图 / 恰克圖 (Qiàkètú) ili 恰克土 (Qiàkètǔ), burjatski: Хяагта (Hjaagta)  ) je grad u Rusiji, u Burjatije, u južnom Sibiru. Nalazi se na rijeci Kjahti, blizu rusko-mongolske granice, na 50° 27' sjever i 106° 28' istok. Udaljena je 234 km od Ulan-Udea, glavnog grada Burjatije.
Pored samog naselja Kjahte, grad Kjahta uključiva u sebe i naselja Troickosavsk, oko 3 km prema sjeveru i Ust'-Kjahtu, 16 km udaljenu. Naselju Kjahti stoji preko granice nasuprot mongolskom gradiću Altanbulagu.
Starije mongolsko ime za ovaj grad je Ар Хиагт (Ar Hiagt) (u prijevodu "Sjeverna Kjahta"), a grad preko granice, Altanbulag (za tadašnje kineske vlasti, Majmačin) se na mongolskom zvao Өвөр Хиагт  (Övör Hiagt, u prijevodu "Južna Kjahta").  Troickosavsk se na ruskom zove (ruski: Троицкосавск) i Дээд Шивээ (Deed Šivee) na mongolskom.  Ust'-Kyakhta je na ruskom Усть-Кяхта.
Broj stanovnika: 18.400 (2003.)
Gradski status stječe 1934. godine.
Područja je prvotno bilo trgovinska točka između Rusije i kineskog carstva dinastije Qing. Utemeljenje grada je u svezi s nizom potpisanih sporazuma (zadnji potpisan 1728. u samoj Kjahti), prvih između Kine i neke "zapadne" nacije , zvanih Kjahtski sporazum, koji je uspostavio trgovinske dogovore i odredio je granicu između Sibira i carstva Qing, odnosno njegovih jedinica Mongolije i Mandžurije.
Kjahtski sporazum je uključivao prijepotpisani Burski dogovor od 27. listopada 1727. godine. Grad je na tom mjestu osnovan 1727. godine. Kao rezultat ovog sporazuma, Kjahta je bilo isključivo trgovište na međi.
Kjahta je napredovala je od prekogranične trgovine s Altanbulagom, koji je bio kinesko trgovinsko središte zvano Maimachin.  Trgovina se u biti temeljila na razmjeni, koju su činili trgovci koji su išli preko granice za napraviti posao.
Od 1743. je trgovačko naselje.
Kjahtu i Maimachin je posjetio slavni engleski pustolov i inženjer Samuel Bentham 1782. godine. Isti je naveo da ga je zabavljao zapovjednik kineskog grada "s najvećom ljubaznošću koju stranac može u ikojoj zemlji na svijetu sresti". U to vrijeme, Rusi su prodavali krzna, tekstile, odjeću, kože, oruđa, stoku, dok su Kinezi prodavali svilu, pamuk, čaj (najčešća roba), voće, porculan, rižu, svijeće, rabarbaru, đumbir i mošus. 1792. je u Kjahtu prebačena carinarnica iz Irkutska.
Nakon što je cijela rusko-kineska granica otvorena za trgovinu 1860. godine, Kjahta je počela zaostajati. S izgradnjom istočnom kineskom ( ...Китайско-Восточной ж. д....) 1903. godine, Kjahta je izgubila značenje glavne trgovišne točke s Kinom, ali je postala središtem trgovine s Vanjskom Mongolijom.
1915. je u Kjahti potpisan Kjahtinski sporazum. 1920. – 21. Kjahta je bila središte revolucionarne djelatnosti Suhe-Batora i Čoibalsana. 01. ožujka 1921. u Kjahti se zbio 1. kongres Mongolske narodne stranke.
U Kjahti su započela ili završila putovanja istraživača središnje Azije - N. M. Prževalskog, P. K. Kozlova, G. N. i A. V. Potanjina, B. A. Obručeva i drugih.
Cijeli grad je dobio ime Troickosavsk tijekom prve polovice 20. stoljeća, a vratio se nazivu Kjahta 1935. godine.
Kjahta se danas nalazi na autocesti koja ide od burjatsko glavnog grada Ulan-Udea do mongolskog glavnog grada Ulan Batora. Važna je tranzitna točka trgovine između Rusije i Mongolije.
Od gospodarstva, u njoj su tvornice tekstila (pređa i trikoteža=, za obradu drva i prehrambena industrija.

## Kultura
U 19. stoljeću u Kjahti je podignuto dosta zgrada u klasicističkom stilu: 
- Katedrala sv. Trojice (Троицкий собор) (1807.?-17.),
- crkva posvećena Uskrsnuću (Воскресенская церковь) (1838.),
- Gostinji dvor (iz sredine 19. stoljeća).

U gradu je muzej lokalnog značajnika V.A. Obručeva (osnovan 1891.) i muzej Suhe-Batora.
U gradu je medicinsko učilište.
Masovno rušenje kuća, kao dio standardnih projekata se zbio za sovjetskog razdoblja.
Vremenska zona:Moskovsko vrijeme+5